# Gueorgui Dobrovolski
Pour les articles homonymes, voir Dobrovolski.
Gueorgui Timofeïevitch Dobrovolski (en russe : Георгий Тимофеевич Добровольский) est un cosmonaute soviétique, né le 1er juin 1928 et mort accidentellement le 30 juin 1971.

## Biographie
Gueorgui Dobrovolski naît à Odessa le 1er juin 1928. Il entre à  l'école d'aviation militaire d'Odessa, dont il sort diplômé en 1946.
En 1948, il entre à l'école d'aviation militaire de Tchouhouïv, après quoi, en 1950, il fut pilote de chasse dans l'une des unités de l'URSS.
Membre du PCUS depuis 1954.
En 1961 - sans interruption du service, il est diplômé de l'Académie des forces aériennes (maintenant nommée d'après Youri Gagarine).
En janvier 1962, il reçut une proposition pour suivre une formation de candidat aux cosmonautes.
En 1963 - il rejoint le corps des cosmonautes (groupe n° 2), a suivi une formation sur le programme lunaire.

## Vols réalisés
Il réalise un unique vol comme commandant du vol Soyouz 11, le 6 juin 1971, et séjourne 23 jours à bord de la station spatiale Saliout 1 (nouveau record de durée de vol). Lors du retour sur Terre, une valve de la capsule s'ouvre accidentellement et la capsule se dépressurise brusquement, asphyxiant instantanément les trois membres de l'équipage. La capsule Soyouz atterrira seule en mode automatique.
Les trois cosmonautes de Soyouz 11 ont droit à des funérailles nationales. Leurs cendres sont scellées dans le mur du Kremlin ,.

## Hommages
Son nom figure sur la plaque accompagnant la sculpture Fallen Astronaut déposée sur la Lune le 1er août 1971 par l'équipage d'Apollo 15.

## Divers
Les astéroïdes numérotés 1789 à 1791 ont été baptisés en hommage aux trois cosmonautes.